# Économie de Macao
Suivant le principe également appliqué à Hong Kong, d'un pays, deux systèmes, Macao dispose d'une autonomie économique avec son propre système fiscal et douanier et sa propre monnaie, le pataca, lié au dollar hong-kongais. Propriété privée et libre circulation des capitaux sont également garanties.
L'économie de Macao bénéficie de son port franc, du libre échange avec la Chine continentale et de sa proximité avec la province du Guangdong, une des provinces chinoises les plus dynamiques. Mais ce sont surtout les casinos qui constituent la plus grande attraction et la source principale de revenus du territoire. Ils contribuent à plus de 40 % au PIB local, permettant à Macao de se classer, pour l'Asie, juste après le Japon, Singapour et Hong Kong pour le PIB par habitant.

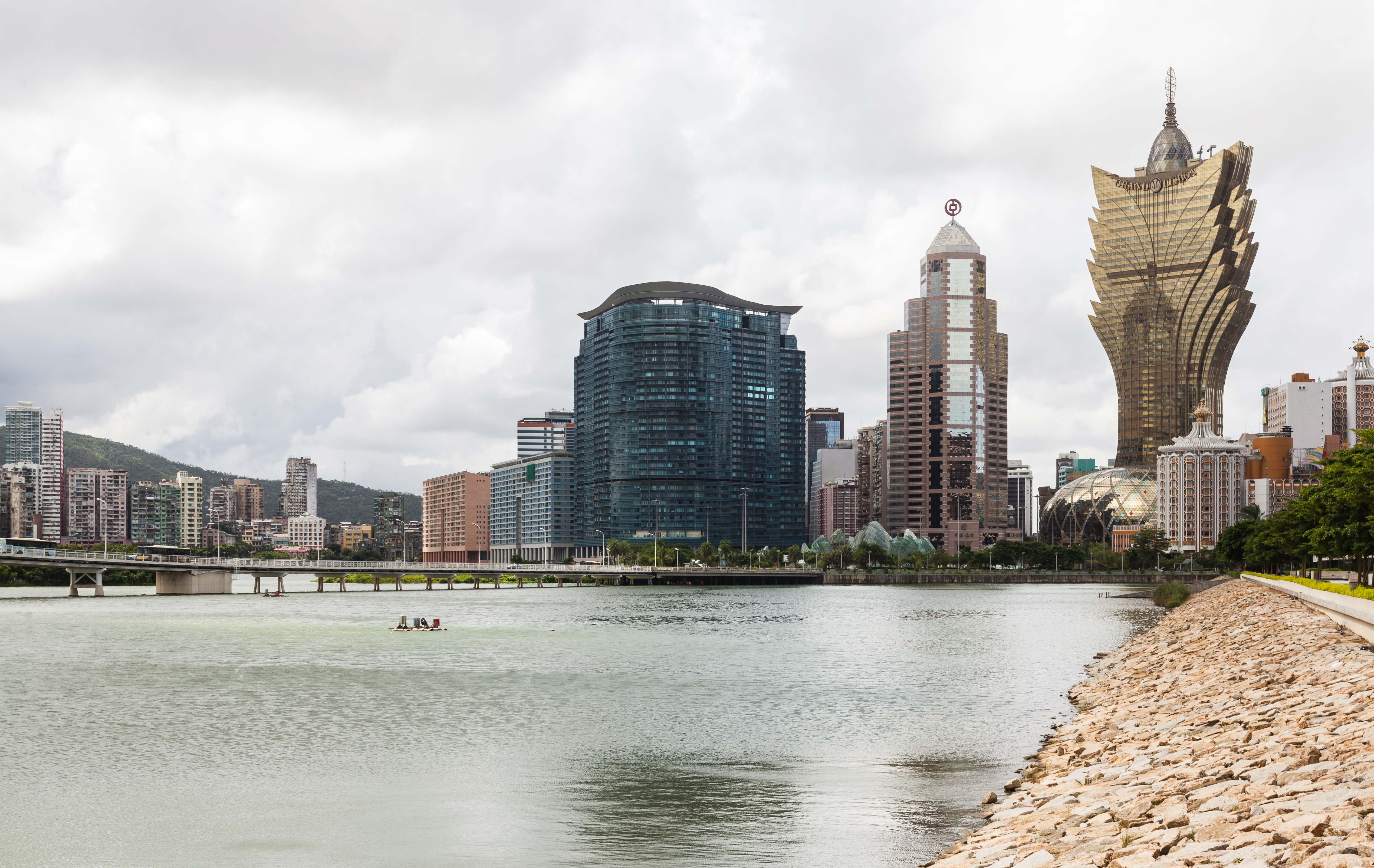
Casinos

Les parieurs de Hong Kong, la riche voisine, peuvent débarquer à Macao grâce à un service de ferrys qui relie les deux villes 24 heures sur 24, tous les jours. Depuis sa rétrocession et le développement économique de la Chine continentale, Macao a vu arriver des centaines de milliers de parieurs chinois. En 2005, Macao a ainsi accueilli près de 19 millions de touristes. Les bénéfices des casinos ont progressivement explosé, se comptant en milliards de dollars. Le territoire présente aussi la particularité d'accueillir beaucoup de gros parieurs, préférant les tables de jeux aux machines à sous, ces dernières étant assez peu nombreuses comparées aux autres sites mondiaux de jeux. Le gouvernement chinois a décidé de garantir l'exclusivité à Macao des salles de jeux pour l'ensemble du territoire chinois.
Ce privilège a encouragé de nombreuses initiatives privées de construction de casinos et fait du territoire, le Las Vegas asiatique. La frénésie de constructions fait craindre une bulle immobilière. Une zone de 5 km2, nommée Cotai a été conquise sur la mer entre les îles de Taipa et de Coloane, zone quasi exclusivement réservée au jeu avec la construction de plusieurs casinos et de grands hôtels mais également de salles de spectacles et centre de loisirs, Macao essayant comme sa jumelle américaine de diversifier ses activités touristiques.
Macao a connu jusqu’à l’été 2014 une décennie de développement accéléré. La campagne de lutte anti-corruption a donné un coup d’arrêt brutal à cette expansion, avec un effondrement des recettes des casinos et deux années de contraction du PIB (-21,5 % en 2015 et -2,1 % en 2016). L’économie de Macao a renoué avec la croissance à partir de mi-2016, une tendance qui s’est confirmée en 2017, avec une hausse du PIB de 9,1 % au cours de l’année.
En 2018, Macao a enregistré une décélération de sa croissance à +4,7 %, en raison du ralentissement de l’activité en Chine continentale. La croissance des revenus du jeu est restée dynamique mais a ralenti (+14 % contre +19 % en 2017) à 37,6 Mds USD. Macao a reçu 35,8 millions de visiteurs en 2018, soit une hausse de +9,8 % par rapport à 2017.
Le FMI estime début 2019 que Macao devrait avoir le 1er PIB par tête au monde d’ici 2020.